# إبوكا (مجلة برازيلية)
إبوكا (بالبرتغالية: Época) هي مجلة إخبارية وتحليلية برازيلية أسبوعية. بدأت المجلة في مايو 1998. تم نشرها من قبل إديتورا غلوبو، جزء من تكتل وسائل الإعلام مجموعة غلوبو. يعتمد أسلوب إبوكا على المجلة الألمانية فوكوس، مع التركيز على استخدام الصور والرسومات، وحتى شعاراتها تشترك في بعض أوجه التشابه.

## التوزيع
في عام 2010 تم توزيع 408.000 نسخة من إبوكا. انخفض إلى 389.000 نسخة في عام 2012، وارتفع قليلاً إلى 393.000 نسخة في عام 2013. في عام 2018 تم توزيع أكثر من 500.000 نسخة أسبوعيًا، ولديها 5.9 مليون مستخدم رقمي فريد.

## التوصيل
بدءًا من عام 2018 تلقى مشتركو إبوكا وغلوبو وفالور إكونوميكو معًا يوم الجمعة.